# Barbara Sophia van Brandenburg

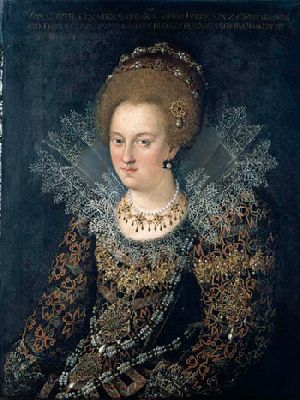
Barbara Sophia van Brandenburg.

Barbara Sophia van Brandenburg (Halle, 16 november 1584 - Straatsburg, 16 februari 1636) was van 1609 tot 1628 hertogin en van 1631 tot 1633 regentes van Württemberg. Ze behoorde tot het huis Hohenzollern.

## Levensloop
Barbara Sophia was de jongst overlevende dochter van keurvorst Joachim Frederik van Brandenburg en diens eerste echtgenote Catharina van Brandenburg-Küstrin, dochter van markgraaf Johan van Brandenburg-Küstrin.
Op 5 november 1609 huwde ze met hertog Johan Frederik van Württemberg (1582-1628). Ter gelegenheid van het huwelijk liet Johan Frederik het paleis van Urach renoveren: hierbij werd de Gouden Hal aangelegd, die vandaag beschouwd wordt als de mooiste Renaissancebalzaal van Duitsland. Hun huwelijk werd als vrij gelukkig aanschouwd.
Na het overlijden van haar echtgenoot in 1628 begon Barbara Sophia in 1630 met de uitgebreide renovatie van het kasteel van Brackenheim, dat haar was beloofd als weduwegoed. Het kasteel omvatte een kunstkamer met 155 schilderijen, op dat moment de tweede grootste kunstcollectie van Württemberg. De kunstkamer werd tot aan haar dood goed bewaard, hoewel de Dertigjarige Oorlog voor vernielingen in de omgeving zorgde. Zolang het kasteel gerenoveerd werd, woonde ze in het Slot van Kirchheim en in Stuttgart. Ze zou het kasteel van Brackenheim echter nooit bewonen. Desondanks werd ze beschouwd als een weldoener van de stad, wegens haar toewijding aan Brackenheim tijdens de Dertigjarige Oorlog en de stichtingen die ze stichtte.  
Toen haar echtgenoot Johan Frederik in 1628 overleed, werd haar 14-jarige zoon Everhard III de nieuwe hertog van Württemberg. Vanwege zijn minderjarigheid werd hij onder het regentschap geplaatst van zijn oom, hertog Lodewijk Frederik van Württemberg-Montbéliard. Na diens overlijden in 1631 werd het regentschap overgenomen door Barbara Sophia en hertog Julius Frederik van Württemberg-Weiltingen, een andere oom van Everhard III. Na de Slag bij Lützen in 1632 sloot Julius Frederik in de Dertigjarige Oorlog een militaire alliantie met Zweden. Het doel hiervan was om de vijandige troepen uit Württemberg te verdrijven, net zoals de katholieke voormalige landeigenaars van geseculariseerde kerkgoederen. Hij werd echter beschuldigd van eigengereide handelingen, waarna de Staten Julius Frederik afzetten als regent.  
In mei 1633 werd Everhard III door keizer Ferdinand II volwassen verklaard, waardoor hij zelfstandig kon beginnen regeren. Hij vervoegde de protestantse Liga van Heilbronn, die in september 1634 een beslissende nederlaag leed in de Slag bij Nördlingen. Vervolgens werd Württemberg geplunderd en verwoest, waardoor Everhard en zijn hele hofhouding, waaronder ook Barbara Sophia, naar Straatsburg moesten vluchten. 
In februari 1636 stierf ze op 51-jarige leeftijd in Straatsburg. Barbara Sophia werd bijgezet in de Stiftkerk van Stuttgart. 

## Nakomelingen
Barbara Sophia en Johan Frederik kregen negen kinderen:
- Henriëtte (1610-1623)
- Frederik (1612-1612)
- Antonia (1613-1679)
- Everhard III (1614-1674), hertog van Württemberg
- Frederik (1615-1682), hertog van Württemberg-Neuenstadt
- Ulrich (1617-1671), hertog van Württemberg-Neuenbürg
- Anna Johanna (1619-1679)
- Sibylla (1620-1707), huwde in 1647 met hertog Leopold Frederik van Württemberg-Montbéliard.
- Eberthal (1623-1624)

- Gemeinsame Normdatei: 120065487
- International Standard Name Identifier: 0000 0000 5184 4984
- LIBRIS: 213687
- Virtual International Authority File: 63980152
- WorldCat: E39PBJwxKH7fxM8yHHCw6VcF8C